# Pies Descalzos
Pies Descalzos (с исп. — «Босиком») — дебютный официальный и третий студийный альбом колумбийской певицы Шакиры, выпущенный 20 февраля 1996 года на лейблах Sony Music и Columbia Records. Музыка была создана в стиле латинского попа с экспериментальными поп-рок элементами. Надеясь восстановить несостоявшуюся карьеру после коммерческих неудач её первых двух студийных попыток, Magia и Peligro, она начала усиленно работать над его производством. Луис Фернандо Очоа был исполнительным продюсером, соавтором и сопродюсером всех одиннадцати треков, записанных в альбоме с Шакирой.
Оборачиваясь в прошлое, Pies Descalzos получил в основном одобрительные отзывы от музыкальных критиков, которые похвалили яркий дебют. Коммерчески проект стал прорывом для Шакиры, с которым она получила известность по всей Латинской Америке. Он был награждён «Бриллиантовой Призмой» в Колумбии, с продажами в один миллион копий в родной стране. Альбом вдобавок достиг третьей и пятой позиций в US Billboard Latin Pop Albums и латиноамериканских альбомных чартах, соответственно. Позже он был сертифицирован Платиновым по данным Recording Industry Association of America (RIAA). На сегодняшний день запись была распродана пятью миллионами копиями по всему миру.
Было выпущено шесть синглов с Pies Descalzos, все из них получили коммерческий успех. Главный сингл «Estoy Aquí» достиг пика на второй позиции Billboard Latin Songs и был первым синглом, который продвигали через клип. Следующие синглы «¿Dónde Estás Corazón?», "Pies Descalzos, Sueños Blancos', «Un Poco de Amor», «Antología» и «Se Quiere, Se Mata» достигли пика в топ-20. Запись дополнительно была прорекламирована через Tour Pies Descalzos, с посещением Северной, Южной Америки и Европы в 1996 и 1997 гг. Альбом был переиздан как Colección de Oro в 2002 г.

## Предпосылка
В 1990 г. тринадцатилетняя Шакира подписала контракт с записывающей компанией Sony Music. Её дебютный студийный альбом Magia был выпущен в 1991 г. и в основном состоял из треков, которые она написала с восьми лет. Коммерчески проект провалился, продав ни много ни мало 1,200 копий в её родной Колумбии. Её следующий альбом Peligro был выпущен в 1993 г. и получил такой же эффект. Поэтому Шакира решила взять двухлетний перерыв, чтобы закончить старшие классы в школе. Пытаясь вернуть свою карьеру в русло, Шакира решила сделать дебютный сольный альбом на главном лейбле.
В Pies Descalzos было вложено $100,000, с расчётом, что продастся только 100,000 копий.

## Композиция
В основном альбом создан в жанре латинского попа, хотя есть элементы поп-рока. Взяв производство альбома в свои руки, Шакира была соавтором и сопродюсером каждого из одиннадцати треков, которые вошли в запись. Альбом начинается с «Estoy Aquí» («Я здесь»), в котором очевидно была использована гитарная аранжировка. Лирически песня рассказывает о готовности исправить разорвавшиеся отношения. Поп-баллада «Antología» («Антология») повествует о пережитой любви. «Un Poco de Amor» («Немного Любви») заявляет о том, что Шакира ищет кого-то, кто бы полюбил её. Это стал первый трек, в который вошли фразы на английском, исполненные Говардом Гласфордом, чьё имя не вошло в список создателей, а также элементы регги.
Гитарная песня «Quiero» («Я хочу») повествует о счастье Шакиры после возвращения её любимого. Аналогичным образом в среднем темпе «Te Necesito» («Ты мне нужен») и быстроритмичная «Vuelve» («Вернись») описывают её страсть к бывшему любимому, который вернулся в её жизнь. «Te Espero Sentada» («Я жду сидя») выражает желание Шакиры, чтобы её любимый знал о том, как она страдала без него. «Pies Descalzos, Sueños Blancos» («Босые ноги, чистые мечты») намекает на то, что каждый может быть счастливым, ведя беззаботный образ жизни, в «Pienso en Ti» («Я думаю о тебе») она примечает, что продолжает думать о любимом спустя какое-то время. В предпоследнем треке «¿Dónde Estás Corazón?» («Где ты, любовь?») она просит любимого вернуться к ней. Альбом заканчивается одиннадцатым треком «Se Quiere, Se Mata» («Нежеланное — убивается»), который рассказывает историю о Дане, которая забеременела от Браулио; и в этой песне используется губная гармоника во время припева.

## Синглы
«Estoy Aquí» был главным синглом с Pies Descalzos в 1995 г. Его положительно оценили музыкальные критики, которые расценили его, как выдающийся трек главного альбома. Вдобавок, он стал первой записью Шакиры, которая получила коммерческий успех. Песня достигла пика на 1 и 2 строке в Billboard Latin Pop Songs и Latin Songs. «Estoy Aquí» стал первым треком Шакиры, на который был снят клип, режиссёром которого Саймон Брэнд. В клипе черноволосая Шакира поёт с гитарой перед конюшней, в то время, как осень сменяется зимой.
«¿Dónde Estás Corazón?» изначально присутствовал на сборнике Nuestro Rock. После успеха записи был выпущен второй сингл из Pies Descalzos, который был воспринят как изюминка альбома. Трек достиг пика на 3 и 5 строке в Billboard Latin Pop Songs и Latin Songs, соответственно. На него есть клип, снятый Густаво Гарзон, в котором Шакира держит фотографии, сидит в красном кресле и поёт под дождём.
«Pies Descalzos, Sueños Blancos» был третьим синглом из альбома, который был расхвален за музыку и текст песни. В сравнении с предыдущими синглами, трек немного отстаёт, достигнув пика на 11 позиции в Billboard Latin Pop Songs. Клип на него, снятый Гарзоном, показывает Шакиру, поющую во время аристократического бал-маскарада. «Un Poco de Amor» стал четвёртым синглом с проекта и был высоко оценён за выдающийся регги стиль. Он достиг пика на 11 строке и в Billboard Latin Songs, и в Latin Pop Songs. В клипе, снятом Гарзоном, Шакира танцует со специально приглашённым певцом Говардом Гласфордом, чьё имя не вошло в число создателей, с представителями различных этнических групп.
Пятый сингл «Antología» достиг пика на 3 и 15 позиции в Latin Pop Songs и Latin Songs, соответственно. Трек не получил официального клипа, хотя есть выступление в Нидерландах в рамках Oral Fixation Tour, который выложили на YouTube в 2007 г. Шестой и последний сингл «Se Quiere, Se Mata» достиг пика на 1 и 8 позиции в Latin Pop Songs и Latin Songs charts, соответственно. Клип был снят Хуаном Карлосом Мартином; он рассказывает историю о Дане и Браулио, которые становятся жертвами своих сексуальных желаний, что приводит к беременности Даны. Все приводит к тому, что Дана идёт на аборт и сама умирает. Для дальнейшего продвижения Pies Descalzos Шакира отправилась в Tour Pies Descalzos в течение 1996 и 1997 гг. К концу она посетила 10 стран и выступила на двадцать-одном шоу на двух континентах.

## Отзывы критиков
| Оценки критиков                   | Оценки критиков |
| Источник                          | Оценка          |
| --------------------------------- | --------------- |
| About.com                         | [ 24 ]          |
| Allmusic                          | [ 7 ]           |
| Billboard                         | (favorable)     |
| The New Rolling Stone Album Guide | [ 37 ]          |

Pies Descalzos получил в основном положительные отзывы от музыкальных критиков, которые похвалили яркий дебют. Карлос Квинтана из About.com оценил «комбинацию стилей, продуманные слова песни и музыкальную аранжировку» Шакиры и назвал альбом одним из её самых лучших собранием произведений. Хосе Ф. Промис из Allmusic посчитал, что запись «[скомпенсировала] проникновенные, серьёзные баллады с эффектным, полнозвучным поп/роком», и это «сильный дебют». Обозреватель из Billboard дал позитивный обзор, как по его мнению, в записи «[присутствует] страсть, убеждённость и искренность». В 1997 г. на церемонии Billboard Latin Music Awards альбом получил две награды «Поп Альбом Года Артистки» и «Поп Альбом Года Нового Артиста». Он также был номинирован на 9-й церемонии «Ло Нуэстро» в категории «Поп Альбом Года», но проиграл альбому Энрике Иглесиаса Vivir. Шакира сама получила награду «Ло Нуэстро» в категории «Поп Артистка Года» и «Новый Поп Артист Года»

## Появление в чарте
Коммерчески проект стал прорывом для Шакиры с появлением большой известности в Латинской Америке. В Аргентине он получил двойную платиновую сертификацию после того, как продажи перевалили 120,000 копий. В её родной Колумбии альбом был награждён «Бриллиантовой Призмой» от её записывающего лейбла с продажами один миллион копий. Запись была сертифицирована платиновой в Бразилии; с продажами 900,000 копий это был самый продаваемый альбом в этой стране. Также он был сертифицирован платиновым в Чили. В Эквадоре Pies Descalzos было распродано 15,000 копий, за что альбом получил платиновуюю сертификацию.
В Перу Pies Descalzos получил платиновую сертификацию за продажи 10,000 копий. Также альбом получил платину и в Венесуэле. В Германии альбом достиг 71 позиции в German Albums Chart. В США он провалился в чарте Billboard 200. Однако, достиг 34 позиции в Billboard Hot Heatseekers Albums и вдобавок 3 и 5 в Latin Pop Albums и Latin Albums. Позже он был сертифицирован платиновым по данным Recording Industry Association of America (RIAA) за продажи в один миллион копий. К 2008 г. Pies Descalzos был распродан более пятью миллионами копий.

## Список композиций
Слова и музыка всех песен — Шакира и Луис Фернандо Очоа.
| №   | Название                         | Длительность |
| --- | -------------------------------- | ------------ |
| 1.  | «Estoy Aquí»                     | 3:52         |
| 2.  | «Antología»                      | 4:14         |
| 3.  | «Un Poco de Amor»                | 4:01         |
| 4.  | «Quiero»                         | 4:10         |
| 5.  | «Te Necesito»                    | 4:00         |
| 6.  | «Vuelve»                         | 3:53         |
| 7.  | «Te Espero Sentada»              | 3:24         |
| 8.  | «Pies Descalzos, Sueños Blancos» | 3:25         |
| 9.  | «Pienso en Ti»                   | 2:25         |
| 10. | «¿Dónde Estás Corazón?»          | 3:51         |
| 11. | «Se Quiere, Se Mata»             | 3:38         |

| №   | Название                                  | Длительность |
| --- | ----------------------------------------- | ------------ |
| 12. | «Estou Aqui» (Португальская версия)       | 3:51         |
| 13. | «Um Pouco de Amor» (Португальская версия) | 4:00         |
| 14. | «Pés Descalços» (Португальская версия)    | 3:25         |
| 15. | «Estoy Aquí» (Радиоверсия)                |              |
| 16. | «¿Dónde Estás Corazón?» (Ремикс)          | 3:51         |

## Чарты
| Чарт (1996)                         | Наивысшая позиция |
| ----------------------------------- | ----------------- |
| German Albums Chart                 | 71                |
| US Billboard Hot Heatseekers Albums | 34                |
| US Billboard Latin Albums           | 5                 |
| US Billboard Latin Pop Albums       | 3                 |

| Чарт (1996)                     | Наивысшая позиция |
| ------------------------------- | ----------------- |
| U.S. Billboard Latin Albums     | 12                |
| U.S. Billboard Latin Pop Albums | 9                 |

## Сертификации
| Регион                                                      | Сертификация  | Продажи   |
| ----------------------------------------------------------- | ------------- | --------- |
| Аргентина (CAPIF)                                           | 2× Платиновый | 300,000   |
| Бразилия (ABPD)                                             | Платиновый    | 1,100,000 |
| Чили                                                        | Платиновый    | 50,000    |
| Колумбия                                                    | Платиновый    | 1,000,000 |
| Ecuador                                                     | Платиновый    | 15,000    |
| Мексика (AMPROFON)                                          | Платиновый    | 800,000   |
| Перу                                                        | Платиновый    | 10,000    |
| Пуэрто-Рико                                                 | —             | 15,000    |
| Испания (PROMUSICAE)                                        | Золотой       | 50 000^   |
| США (RIAA)                                                  | Платиновый    | 580,000   |
| Венесуэла (APFV)                                            | Платиновый    | 70,000    |
| Итого                                                       |               |           |
| Центральная Америка (CFC)                                   | Платиновый    |           |
| Мир                                                         | —             | 4,000,000 |
| ^ Данные о тиражах приведены только на основе сертификации. |               |           |